# José Roberto Oliveira
José Roberto Ferreira de Oliveira (Lagoa Seca, 2 de abril de 1981) é um jogador de goalball paralímpico brasileiro. 
Conquistou a medalha de bronze nos Jogos Paralímpicos de Verão de 2016 no Rio de Janeiro, após derrotar a Seleção Sueca de Goallball por 6-5.